# Fabas (Tarn-et-Garonne)
Fabas (okzitanisch: Favars) ist eine französische Gemeinde mit 695 Einwohnern (Stand: 1. Januar 2022) im Département Tarn-et-Garonne in der Region Okzitanien. Sie gehört zum Arrondissement Montauban und ist Teil des Kantons Verdun-sur-Garonne (bis 2015: Kanton Grisolles). Die Einwohner werden Fabasiens genannt.

## Geographie
Fabas liegt etwa 16 Kilometer südlich von Montauban und etwa 29 Kilometer nordnordwestlich von Toulouse. Umgeben wird Fabas von den Nachbargemeinden Campsas im Norden, Fronton im Osten und Süden sowie Canals.
| Jahr      | 1962 | 1968 | 1975 | 1982 | 1990 | 1999 | 2006 | 2017 |
| --------- | ---- | ---- | ---- | ---- | ---- | ---- | ---- | ---- |
| Einwohner | 220  | 230  | 210  | 218  | 314  | 322  | 438  | 621  |

## Sehenswürdigkeiten

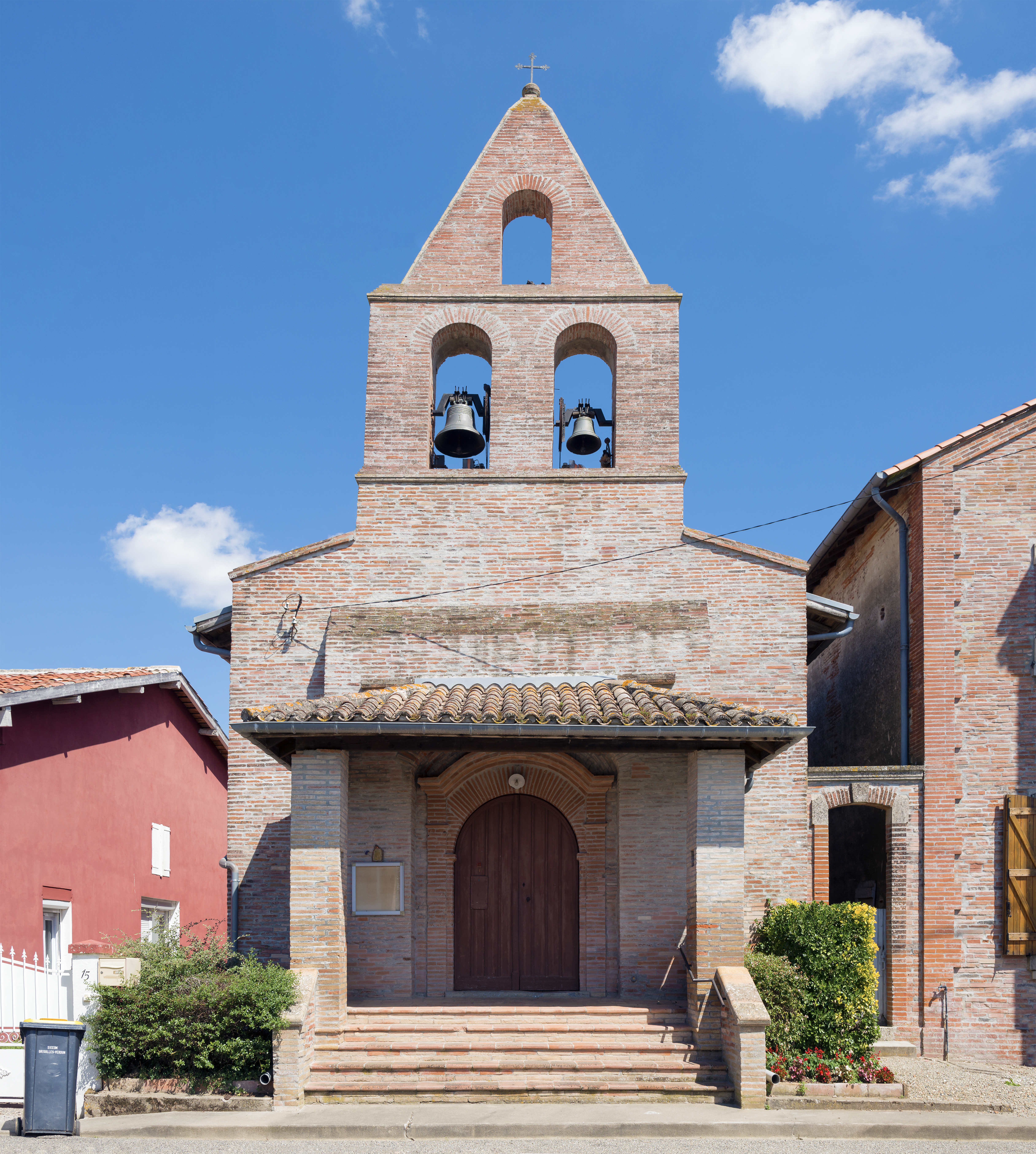
Kirche Saint-Barthélemy

- Kirche Saint-Barthélemy